# Općina Šentrupert
Općina Šentrupert (slo.: Občina Šentrupert) je općina u središnjoj Sloveniji u pokrajini Dolenjskoj i statističkoj regiji Jugoistočna Slovenija. Središte općine je naselje Šentrupert s 348 stanovnika. Općina je nastala 14. lipnja 2006. godine izvajanjem iz općine Trebnje.

## Zemljopis
Općina Šentrupert nalazi se u središnjem dijelu Slovenije. Općina obuhvaća istočni dio povijesne pokrajine Dolenjske. Područje općine je brežuljkasto i brdovito.
U općini vlada umjereno kontinentalna klima. Rijeka Mirna je najznačajniji vodotok u općini, svi drugi vodotoci su mali i usko lokalnog značaja.

## Naselja u općini
Bistrica, Brinje, Dolenje Jesenice, Draga pri Šentrupertu, Gorenje Jesenice, Hom, Hrastno, Kamnje, Kostanjevica, Mali Cirnik pri Šentjanžu, Okrog, Prelesje, Ravne nad Šentrupertom, Rakovnik pri Šentrupertu, Ravnik, Roženberk, Slovenska vas, Straža, Šentrupert, Škrljevo, Trstenik, Vesela Gora, Vrh, Zabukovje, Zaloka

## Vanjske poveznice
- Službena stranica općine